# Nåt
Nåt är springan mellan plankorna i ett fartygs trädäck eller i träskrov.
Nåt är en smal kilformad springa som hyvlas upp mellan plankorna exempelvis när man bygger kravellbyggda träbåtar och träfartyg. Skrovet består av både konkava och konvexa linjer, spanten och spantkurvan är inte densamma över hela skrovets längd. Med en smygvinkel tas en lämplig vinkel, till exempel 3 grader, som avsättes på bordens kanter, över- som underkanter, på alla spanten. Om man har en bordtjocklek på 50 mm erhålls en nåt på 6 mm i nåtens utsida mellan två bordgångar, samt att bordets insida ligger an mot nästkommande bord. Nåten drevas (det vill säga fylls med tätningsmaterial) innan båten sjösätts.
Vid det moderna båtbyggeri som växte fram i början av 1900-talet vid tillverkning av nöjesseglare slopade man det tidskrävande med att dreva bordläggningen. De båtar som byggdes med tunn bordläggning, till exempel skärgårdskryssare med flera, erhöll en tät nåt på grund av att man började använda torkat virke till bordläggningen. Bordläggningen förblev tät när båten låg i vatten på grund av att trä sväller av fukt. Senare kunde man använda vattenfasta lim av olika kvalitet för att erhålla en limmad nåt.
- Nåt förekommer även på liknande sätt som en fog i trägolv, mellan plankorna, där den färdiga ytan populärt benämns skeppsgolv.
- Nåt kan även vara mellanrummet mellan stockarna i timmerhus, där man förr i tiden tätade med mossa.
- Inom snickeri, allmänt de kantytor som ligger mot varandra vid limning av olika alster.